# Jan de Looper
Jan de Looper, född 2 maj 1914 i Hilversum, död 23 juni 1987 i Hilversum, var en nederländsk landhockeyspelare.
Han blev olympisk bronsmedaljör i landhockey vid sommarspelen 1936 i Berlin.